# 苏格兰警察局
苏格兰警察局是苏格兰的警察部队，成立于2013年。警察局取代了以往蘇格蘭的八个地方警队及蘇格蘭警察服務局。
以警員人數計算，警察局是英國第二大警察部隊，僅次於倫敦警察廳。此外，其管轄範圍計算亦是眾多地方警察部隊之中最大。警務處處長須對蘇格蘭警察管理局負責，並接受蘇格蘭警察監察局監察。

## 历史
蘇格蘭政府于2011年9月8日确认将在苏格兰设立单一警察部门。《警察和消防改革（苏格兰）法案》（Police and Fire Reform (Scotland) Bill）于2012年1月颁布，6月27日获苏格兰议会批准，10月1日，原斯特拉斯克莱德警察局的局长史蒂芬·豪斯（Stephen House）就任首任局长。
此前，苏格兰由多个地区警察局管辖，包括：
- 中苏格兰警察局（Central Scotland Police）
- 邓弗里斯和加洛韦警察局（Dumfries and Galloway Constabulary）
- 法夫警察局（Fife Constabulary）
- 格兰扁警察局（Grampian Police）
- 洛锡安和边境警察局（Lothian and Borders Police）
- 北方警察局（Northern Constabulary）
- 斯特拉思克莱德警察局（Strathclyde Police）
- 泰赛德警察局（Tayside Police）